# Pero perfusa
Pero perfusa là một loài bướm đêm trong họ Geometridae.